# Heliobolus lugubris
Heliobolus lugubris är en ödleart som beskrevs av Andrew Smith 1838. Heliobolus lugubris ingår i släktet Heliobolus och familjen lacertider. Inga underarter finns listade i Catalogue of Life.
Arten har ett utbredningsområde som sträcker sig genom Afrika. Från Namibia och den sydvästra delen av Angola, genom Botswana och Zimbabwe samt den norra delen av Sydafrika, fram till västra Moçambique. Honor lägger upp till 6 ägg per tillfälle.